# Antoine Charles Louis Lasalle
Antoine-Charles-Louis de Lasalle (Metz, 10 de mayo de 1775 - durante el transcurso de la batalla de Wagram, 6 de julio de 1809) fue un general del Primer Imperio Francés.
Descendiente de una antigua familia de Lorena, fue biznieto del mariscal de Francia Abraham de Fabert d'Esternay. Llegó a ser húsar y general, convirtiéndose en el jefe de la llamada Brigada Infernal.

## Infancia y juventud
Antoine-Charles-Louis de Lasalle nació en Metz el 10 de mayo de 1775 en el seno de una familia de la pequeña nobleza. Sus inclinaciones bélicas se manifestaron desde muy niño, demostrando enseguida una gran facilidad para montar a caballo, disparar y manejar la espada. El 9 de junio de 1786, a la edad de 11 años, recibe gracias a su estatus familiar el nombramiento como subteniente de reemplazo en el regimiento de infantería de Alsacia.
Cuando estalla la Revolución francesa, un joven Lasalle ansioso por destacar solicita el cargo de subteniente en el 24.º regimiento de caballería, puesto que se le concede el 25 de mayo de 1791 con solo dieciséis años. La oficialidad en el ejército era un privilegio de la nobleza francesa pero, tras la Revolución, un decreto gubernamental de 1792 invirtió completamente esta situación hasta el punto de prohibir a las personas con orígenes aristocráticos desempeñar mando militar alguno. Por esta razón Lasalle se ve obligado a dimitir de su puesto, pero esto no merma su pasión por la guerra y el ejército.
Acude a París, donde se alista como voluntario raso en el 23.er regimiento de cazadores a caballo, siendo adscrito al Ejército del Norte. Intrépido y temerario, sus méritos bélicos le hacen obtener el grado de sargento y el 1 de germinal, durante las guerras de la Primera Coalición antifrancesa, dirige a su grupo de cazadores contra un destacamento de artillería prusiana, al que destruye. Tal acción le granjea simpatías entre el generalato, ofreciéndosele un nombramiento como teniente que él rechaza "porque habría que ascender conmigo a todos mis cazadores".

## La campaña de Italia
Pese a dicho rechazo, el 20 de Ventoso del año III, a petición del general Kellermann padre, es ascendido a teniente y se le da destino en el ejército de Italia el 17 de floreal del mismo año. Asignado al cuerpo de oficiales del hijo de su protector, el general adjunto Kellermann, asciende a capitán el 17 de brumario del año V. En esas fechas tiene lugar el "affaire de Vicence", cuando a la cabeza de 18 cazadores ataca y pone en fuga a un destacamento de 100 húsares austriacos. Durante la persecución queda aislado de sus compañeros y, atacado por cuatro enemigos que le conminan a rendirse, mata a uno de ellos e hiere a los demás consiguiendo llegar al río Bacchiglione. Se lanza al agua y lo cruza a nado, volviendo sano y salvo con sus compañeros, que ya le creían perdido.
Acepta misiones de "forrajeador" que le obligan a infiltrarse tras las líneas enemigas, donde podía tomar decisiones por su cuenta y riesgo. En una de ellas, el 6 de enero de 1797 avanza hacia posiciones austriacas y consigue averiguar sus movimientos. Presenta personalmente su informe ante el comandante del ejército de Italia, Napoleón Bonaparte, que admirado le contesta: «Jefe de escuadrón Lasalle, recordaré vuestro nombre». De esta forma, Lasalle sube automáticamente un nuevo escalón en la jerarquía del ejército.
Pocas semanas después Napoleón le vuelve a ascender, esta vez a Comandante, gracias a lo cual queda a la cabeza del 7.º Regimiento de Húsares. Al frente de su batallón consigue nuevos honores militares en la Batalla de Rivoli, donde expulsa a la caballería austriaca de las colinas circundantes, y en el Paso del Piave, conquistando Vadrozone y obligando a los austriacos a evacuar el río Tagliamento, siendo el primero en cruzarlo para continuar la persecución.

## La campaña de Egipto
Acabada la Campaña de Italia (1796-1797) con una aplastante victoria francesa, el futuro emperador solicita a Lasalle para la Campaña de Egipto y Siria. Emocionado por participar en esta exótica expedición, Lasalle comienza a profesar un verdadero fervor por Napoleón, a quien seguirá desde entonces ciegamente. El 21 de julio de 1798, en la Batalla de las Pirámides, Lasalle ocupa por sorpresa el camino de Gizeh para cortar la retirada de los turcos, hecho que permite a Napoleón aplastar a sus oponentes. El éxito de esta maniobra le granjeó un nuevo ascenso, esta vez a brigadier de caballería.
Acompaña al general Desaix en su ascenso por el Nilo y participa en la Batalla de Salalieh, donde el 21 de agosto da una muestra de sangre fría que le granjearía la admiración de todo el ejército: En plena carga contra los mamelucos pierde su sable, pero descabalga en lugar de salir del grupo, y pese a quedar indefenso y a merced de los caballos, consigue recogerlo del suelo, volver a montar y seguir combatiendo.
Su intrepidez le convierte en el compañero perfecto para las misiones más arriesgadas. En la Batalla de Rémedieh acude en auxilio del general Louis Nicolas Davout, que estaba siendo acosado por varios mamelucos. En un ataque salvaje, corta las dos manos de uno de ellos de un solo mandoble y parte su sable en la cabeza del caudillo Osman Bey. Después asume el mando de una veloz persecución en la cual masacrará a las tropas de élite del ejército mameluco.
Asentado ya como mano derecha del general Davout, fuerza a los restos del ejército mameluco a retirarse al desierto, donde serán destruidos por el general Joachim Murat. Davout le encarga asegurar las comunicaciones entre El Cairo y Salalieh, misión que cumple a la perfección, siendo de los primeros en recibir la noticia de la derrota francesa en Aboukir y teniendo que informar de la misma a Bonaparte. Dicha debacle obliga a Napoleón a abandonar Egipto secretamente junto a sus más fieles colaboradores a bordo de una única fragata, pero antes de irse pide a Lasalle que le acompañe en su vuelta a Francia.

## Retorno a Francia
En 1800, ya en Francia, Lasalle es ascendido a comandante del 10.º regimiento de húsares. Recibe de manos de Napoleón dos pistolas y un sable de honor y, durante el acto de celebración del ascenso, proclama su frase más célebre: "Tout hussard qui n'est pas mort à 30 ans est un Jean-Foutre!" ("¡Todo húsar que no haya muerto a los 30 años es un mamarracho!"). Ascendido a coronel, Lasalle hace el papel de "niño malo" dentro del cuerpo de húsares: borracho, jugador, parrandero y mujeriego, funda la Société des Assoiffés ("Sociedad de los Sedientos"), una iniciativa que escandaliza a toda la alta sociedad parisina salvo a Napoleón, que sería condescendiente con su joven y prometedor soldado comentando entre risas "se le pasará en la próxima batalla".
Ese mismo año el primer cónsul le reitera su confianza dejándole al frente de la caballería en la Batalla de Vilnadella, donde le matarán a tres caballos y partirá hasta siete sables sin que ello le aparte del combate. Esta nueva heroicidad le hace merecedor de la Legión de Honor y el nombramiento de General de Brigada de los dragones de Amiens, al frente de los cuales participará en la Batalla de Austerlitz.
En 1803, por consejo de Davout, Lasalle contrae matrimonio con Joséphine d'Aiguillon, divorciada del general Berthier, a la sazón Ministro de la Guerra y jefe de Estado Mayor. Con este enlace Lasalle entra en el círculo de la nueva nobleza "basada en el valor y el mérito" que Napoleón luchaba por implantar, reforzando así mismo sus lazos con el Emperador.

## Campañas de Prusia y de Polonia
A partir de 1806 Napoleón le deja al frente del 5.º y 7.º regimiento de húsares, que desde entonces se llamaría la "Brigada Infernal" por lo temerario de todas sus intervenciones.
El 26 de octubre de 1806, al frente de la misma, Lasalle ataca a la guardia personal del Rey de Prusia que, pese a su superioridad numérica, ve hundirse sus líneas y a sus jinetes huir del campo de batalla. Persigue a Príncipe de Hohenlohe hasta Prenzlau, donde este consigue reunir a sus tropas sólo para sufrir una terrorífica derrota en la que pierde a la mayor parte de sus hombres, viéndose obligado a capitular.
Sin embargo el mérito de guerra que más fama dio a Lasalle fue la toma del fuerte de Stettin, el día 29 de ese mismo mes. Al frente de un pequeño cuerpo de 500 caballeros ordena talar numerosos árboles de un bosque cercano, pintarlos de negro y darles la forma de cañones. Los defensores del fuerte, creyendo que ante ellos llegaba el grueso del ejército francés, abren sus puertas y son hechos prisioneros. Así, los franceses toman el control de un enclave repleto de abastecimientos, con 160 cañones en perfecto estado y numerosos caballos, privando a los prusianos de sus reservas. Como consecuencia de esta acción, el comandante en jefe prusiano, general Blücher, se rinde en Lübeck.
Nombrado genéral de división el 30 de diciembre de 1806, queda al frente de la caballería ligera a partir de 1807. Así, el 12 de junio de ese año, en el transcurso de la Batalla de Heilsberg, se da cuenta de que el mariscal Murat había sido rodeado por 12 dragones rusos. Sin pedir ayuda, Lasalle carga en solitario contra la patrulla y mata a su oficial al mando. Los otros 11 dragones le rodean fácilmente, pero ahora será Murat quien acuda en su auxilio junto con otros miembros de la Brigada Infernal, rescatando a Lasalle de una muerte segura mientras exclamaba "¡General, somos libres!".
En julio del siguiente año el Emperador vuelve a condecorarle esta vez con la Cruz de Caballería. Se le destina a las órdenes del general Jean-Baptiste Bessières.

## Campaña de España

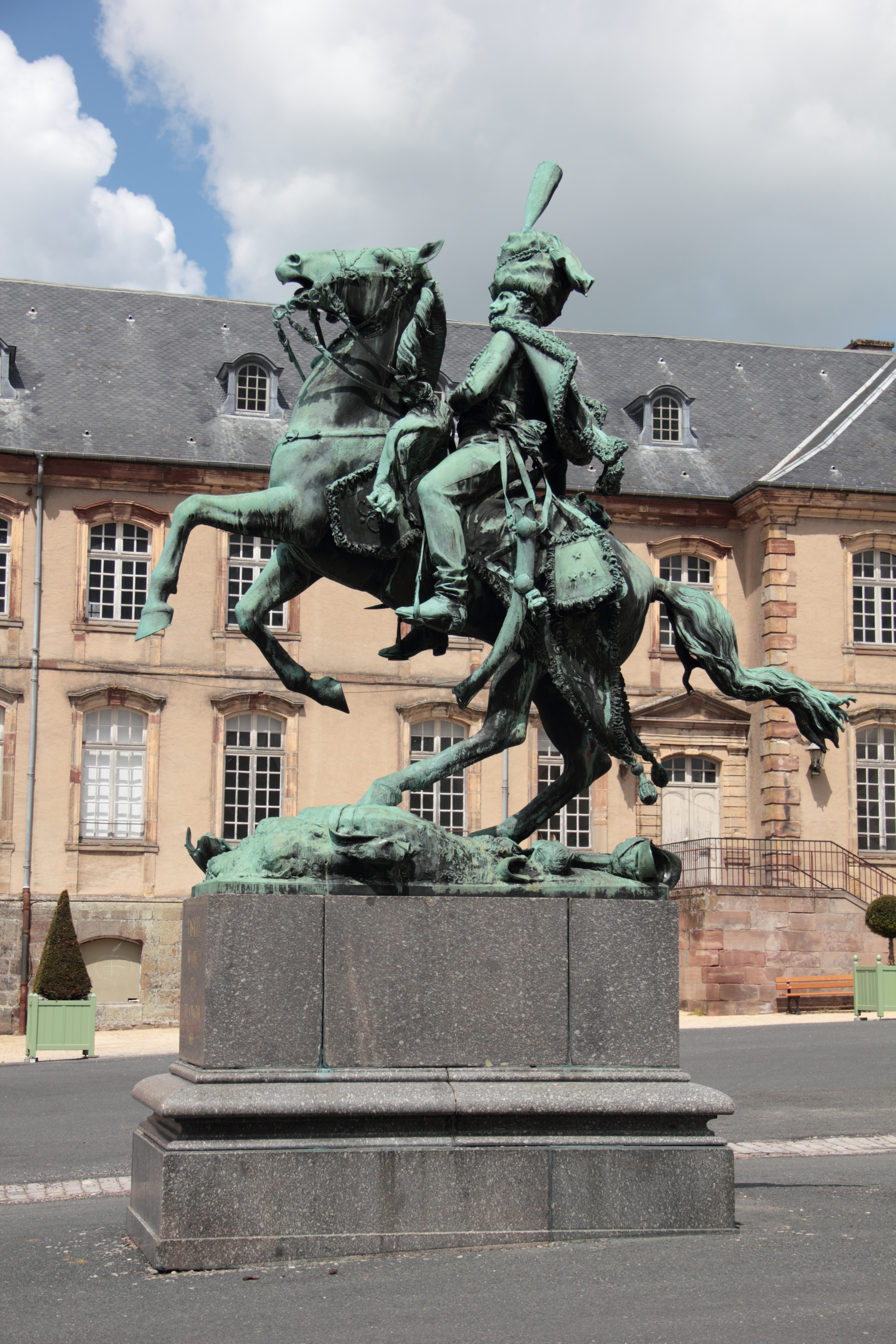
Estatua ecuestre en el patio del castillo de Lunéville

El 15 de febrero de 1808 Lasalle entra en España como comandante de la caballería. En el mes de junio, estallada la revuelta antifrancesa, derrota a varios cuerpos de insurrectos en Torquemada, Palencia y Valladolid, ocupando esta última localidad. Vence también a las tropas españolas que habían acudido a reconquistar la ruta de Palencia, obligándolas a abandonar la artillería y refugiarse en las montañas, y establece su cuartel general en la ciudad del Pisuerga.
El 14 de julio de 1808 vuelve a distinguirse en la batalla de Medina de Rioseco, donde 12 000 franceses al mando del mariscal Bessières baten a 40 000 españoles dirigidos por los generales Cuesta y Joaquín Blake y Joyes. Lasalle dirige dos cargas de caballería al frente de los dragones franceses, dejando 8000 enemigos muertos en el campo de batalla y capturando a 6000 prisioneros. A continuación el ejército francés retrocede hasta sus bases en Vitoria, maniobra que Lasalle protege con su caballería infringiendo otra derrota a las tropas españolas.
Pese a los éxitos de Lasalle, las tropas francesas sufren un retroceso general en el frente español hasta la llegada de Napoleón en persona, que retoma la iniciativa. Condecora nuevamente a Lasalle, nombrándole esta vez Conde del Imperio. Junto a Napoleón, participa en las batallas de Burgos y Villa-Vigo, que permiten a los franceses recuperar Madrid.
En la Batalla de Medellín recibe el mando completo de la caballería, al frente de la cual conquista el puente de Medellín y cubre las maniobras del mariscal Víctor. Se apodera de 19 piezas de artillería y permite el reagrupamiento francés, lo que desequilibra a su favor la batalla y deja 14 800 bajas y 5000 prisioneros en el ejército español.

## Campañas de Alemania y Austria
Sus logros en España le granjean el sobrenombre de "el pícaro". Aunque la guerra peninsular estaba lejos de haber acabado, Napoleón acude al frente este para luchar contra una nueva coalición antifrancesa liderada por Austria. Reclama a Lasalle a su lado y le otorga nuevos mandos en las batallas de Essling y Aspern entre mayo y junio de 1809. Dichos combates se saldan sin un vencedor claro, pero permiten a Napoleón preparar la decisiva Batalla de Wagram, donde Lasalle estará al frente de la caballería de húsares.
El 6 de julio de 1809, en el apogeo de la refriega, Lasalle se separa momentáneamente de su batallón y acude en apoyo del Primer Regimiento de Coraceros, que se enfrentaba a un destacamento de infantería enemiga. Consiguen ponerlo en retirada pero, imprudentemente, Lasalle se lanza en su persecución y un granadero austriaco le alcanza con un disparo en la cabeza.
Su muerte fue tal y como él hubiese deseado: instantánea y en pleno combate a los 34 años de edad (sólo cuatro más de los que él mismo se había fijado). El 10 de junio de 1810, acabada la guerra con Austria, Napoleón erige una estatua de Lasalle al sur del Puente de la Concordia y entierra sus restos con todos los honores en Los Inválidos.
El general Lasalle tiene su busto en la Galería de las Batallas del Palacio de Versalles y su nombre inscrito junto a los grandes héroes napoleónicos en el pilar este del Arco del Triunfo de París.